# Xike
Xike är en köping i sydöstra Kina. Den ligger i stadsdistriktet Tong'an i staden Xiamen i provinsen Fujian, omkring 190 kilometer sydväst om provinshuvudstaden Fuzhou. Antalet invånare är 62 096. Befolkningen består av 28 983 kvinnor och 33 113 män. Barn under 15 år utgör 11,0 %, vuxna 15-64 år 82 %, och äldre över 65 år 5,0 %.